# Ctenactis echinata
Espèce
Statut CITES
Ctenactis echinata est une espèce de coraux appartenant à la famille des Fungiidae.